# 사막 순타라웻
사막 순터라웻(태국어: สมัคร สุนทรเวช; Samak Sunthorawet, 중국어: 李沙马, 1935년 7월 13일 ~ 2009년 11월 24일)은 태국의 전 총리이다. 탁신 친나왓이 2007년 8월 24일에 물러나고 2008년까지 총리를 맡았다. 그는 방콕에서 화교 가족 사이에서 태어났다. 그에게는 4명의 형제가 있으며, 2명의 자녀가 있다. 1968년에 민주당에서 활동을 했다. 친탁신계열 정당인 국민의 힘(PPP) 총재로서 태국총리직에 올랐으며, 2008년 퇴임당시 TV 요리쇼를 진행했다는 이유로 태국 헌법재판소로부터 총리직 사퇴 판결을 받고 사임하였다. 퇴임 이듬해인 2009년 간암으로 사망하였다. 그는 40여년간 정치활동을 하였으나, 그가 진행한 요리쇼로 더욱 유명세를 얻었다.

## 같이 보기
- 태국 내각